# Centrarthra albogrisea
Centrarthra albogrisea là một loài bướm đêm trong họ Noctuidae.